# Christopher J. Turner
Christopher John Turner, CBE (* 17. August 1933 in Kingston upon Thames; † 30. Oktober 2014 in Chichester) war ein britischer Kolonialverwaltungsbeamter und Wirtschaftsmanager, der unter anderem zwischen 1982 und 1987 Gouverneur der Turks- und Caicosinseln sowie anschließend von 1987 bis 1990 Gouverneur von Montserrat war.

## Leben

### Kolonialbeamter in Afrika, Südpazifik und Asien
Turner, ältestes von sieben Kindern, wuchs während des Zweiten Weltkrieges in Oxfordshire sowie später in Cornwall auf und besuchte die 1549 gegründete Truro Cathedral School, wo er Schülersprecher und Kapitän der Rugby-Mannschaft war. Nach Schulabschluss trat er in die Royal Air Force (RAF) ein und absolvierte eine Ausbildung zum Navigator in Kanada, nach deren Abschluss er zum Pilot Officer befördert wurde. Im Anschluss begann er ein Studium der Anglistik am Jesus College der University of Cambridge und danach eine Ausbildung für Übersee-Verwaltungsbeamte (Overseas Civil Service Course for Administrative Officers). Nach deren Abschluss trat er als Distriktbeamter 1958 in den Kolonialdienst in Tanganjika ein und wurde bald darauf jüngster Distriktkommissar in Afrika. Nach der Unabhängigkeit Tanganjikas 1962 blieb er auf Bitte des ersten Präsidenten der Republik Tanganjika Julius Nyerere im Land und wurde zunächst Regionalmagistrat und später Mitarbeiter des Bildungsministeriums von Tansania.
1970 kehrte Turner in den Kolonialdienst zurück und wurde Distriktagent im Kondominium Neue Hebriden sowie später Finanzsekretär, Chefsekretär und amtierender Residierender Kommissar dieser Kolonie als diese am 30. Juli 1980 als Vanuatu ihre Unabhängigkeit vom Vereinigten Königreich und Frankreich erhielt. Für seine Verdienste wurde er 1978 als Officer des Order of the British Empire (OBE) ausgezeichnet. Anschließend wechselte er 1980 in die Verwaltung der britischen Kronkolonie Hongkong, in der er bis 1982 Leitender Assistenzsekretär war.

### Gouverneur der Turks- und Caicosinseln und Gouverneur von Montserrat
Im Oktober 1982 löste Turner John Clifford Strong als Gouverneur der Turks- und Caicosinseln ab und bekleidete dieses Amt bis zu seiner Ablösung durch Michael J. Bradley im Januar 1987. Zu dieser Zeit wurden die Inseln als Auftankpunkt für kleine Flugzeuge genutzt, die illegale Versorgungsrouten für den Drogenhandel zwischen Südamerika und den USA flogen. In Zusammenarbeit mit der US-amerikanischen Drogenvollzugsbehörde DEA (Drug Enforcement Administration) spielte er eine Schlüsselrolle bei der Bekämpfung dieses Drogenverkehrs, was zu Morddrohungen und Anschlägen gegen ihn führte. Nachdem auch gegen den damaligen Chief Minister der Turks- und Caicosinseln Nathaniel Francis Vorwürfe von Korruption und Vetternwirtschaft erhoben wurden, musste dieser am 25. Juli 1986 zurücktreten. Daraufhin kam es zur Suspendierung des Amtes des Chief Ministers und zur Einsetzung eines Kommissarischen Regierungsrates (Interim Advisory Council) durch Gouverneur Turner, dem Kommissarischen Regierungsrat von Juli 1986 bis Mai 1987 Ariel Misick, Emmanuel Missick, Clement Howell und Carlos W. Simons angehörten.
Nach Beendigung seiner Tätigkeit auf den Turks- und Caicosinseln wurde Turner 1987 Nachfolger von Arthur Christopher Watson als Gouverneur von Montserrat. Dieses Amt bekleidete er bis zu seinem Ausscheiden aus dem Regierungsdienst 1990, woraufhin David Taylor sein dortiger Nachfolger wurde. Bei seinem Ausscheiden wurde er zum Commander des Order of the British Empire (CBE) ernannt.
Danach wechselte er in die Privatwirtschaft und arbeitete zunächst als Geschäftsführender Direktor der britischen Tochter des US-amerikanischen Logistik- und Lieferunternehmens McLane Company, ehe er von 1996 bis zu seinem Eintritt in den Ruhestand 2004 als Leitender Projektmanager bei der Cambridge-Myers Consulting Group beschäftigt war.
Turner war verheiratet mit Irene Philomena de Sousa und Vater dreier Kinder.